# Kaap de Goede Hoop
Kaap de Goede Hoop (Afrikaans: Kaap die Goeie Hoop, Engels: Cape of Good Hope) is gelegen in Zuid-Afrika, nabij Kaapstad. Deze kaap bevindt zich op het zuidelijke punt van het Kaapse Schiereiland.

## Ontdekking en herontdekking
Herodotus meldt dat de oude Egyptenaren al omstreeks 600 v.Chr. rond Lybië (de toenmalige aanduiding voor Afrika) zouden zijn gevaren, met hulp van de beroemde Fenicische zeevaarders. Ze zouden het continent met de klok mee hebben gerond, beginnend vanuit de Rode Zee en terugkerend langs de Zuilen van Hercules. Dit relaas – waarvan hij aangaf het zelf niet te geloven – wordt door de meeste historici voor niet onmogelijk gehouden. De Feniciër Hanno zou in de andere richting om Afrika zijn gevaren.
De eerste Europeaan die de zuidpunt van Afrika rondde, was de Portugees Bartolomeu Dias in 1488. In die tijd waren diverse Portugese expedities uitgezonden om de westkust van Afrika steeds verder naar het zuiden te verkennen. Dias had op een van deze expedities dan uiteindelijk de zuidelijkste kust van Afrika bereikt. Hij ontdekte de kaap na geteisterd te zijn door zware stormen en noemde hem Cabo das Tormentas (Stormkaap). Waarschijnlijk was het koning Johan II van Portugal die de naam veranderde in Cabo da Boa Esperança (Kaap van de Goede Hoop), omdat deze ontdekking de zeeroute naar Indië dichterbij bracht.

## Atlantische en Indische Oceaan
Kaap de Goede Hoop wordt traditioneel gezien als markering voor de overgang tussen de Atlantische Oceaan en de Indische Oceaan, omdat schepen hier van een overwegend zuidelijke koers overgingen op een meer oostelijke richting. De Internationale Hydrografische Organisatie trekt de grens echter vanaf Kaap Agulhas – het zuidelijkste punt van Afrika – naar het zuiden. Die kaap ligt ongeveer 200 km oostelijker. Het stromingspatroon van het zeewater geeft aan dat de watermassa's van beide oceanen maar beperkt mengen en dat de scheiding tussen het Atlantische en het Indische water heen en weer schuift tussen beide kapen.

## VOC
Op 6 april 1652 vestigde Jan van Riebeeck hier een verversingspost voor de Nederlandse Vereenigde Oostindische Compagnie. Vanuit deze post ontwikkelde zich in de daaropvolgende jaren een permanente kolonie, onder meer door het toekennen van land aan zogenaamde vrijburgers, die zich in het gebied wilden vestigen. In de eerste anderhalve eeuw daaropvolgend werd het gebied bijna uitsluitend bevolkt door kolonisten van Nederlandse, Franse en Duitse afkomst. Na de Grensoorlog met de Xhosa in 1795 namen de Britten het gebied in bezit nadat zij de Slag om Muizenberg wonnen.